# Konijnenbergen-Ter Duinen
Konijnenbergen-Ter Duinen is een natuurgebied in de tot de Antwerpse gemeente Grobbendonk behorende plaats Bouwel.
Het gebied ligt op een zandrug die tot 10 meter boven zeeniveau komt en afhelt naar de Kleine Nete, waar hij nog 6 meter hoog is.
Het gebied wordt gekenmerkt door de Formatie van Diest met grof, glauconiethoudend zand. Hier wordt ook ijzerzandsteen gevormd.
Men vindt er open stuifduinen, vrij toegankelijk dennenbos en afgesloten dennenbos. Het vrij toegankelijk dennenbos is eigendom van de gemeente.